# 풀먼사 파업

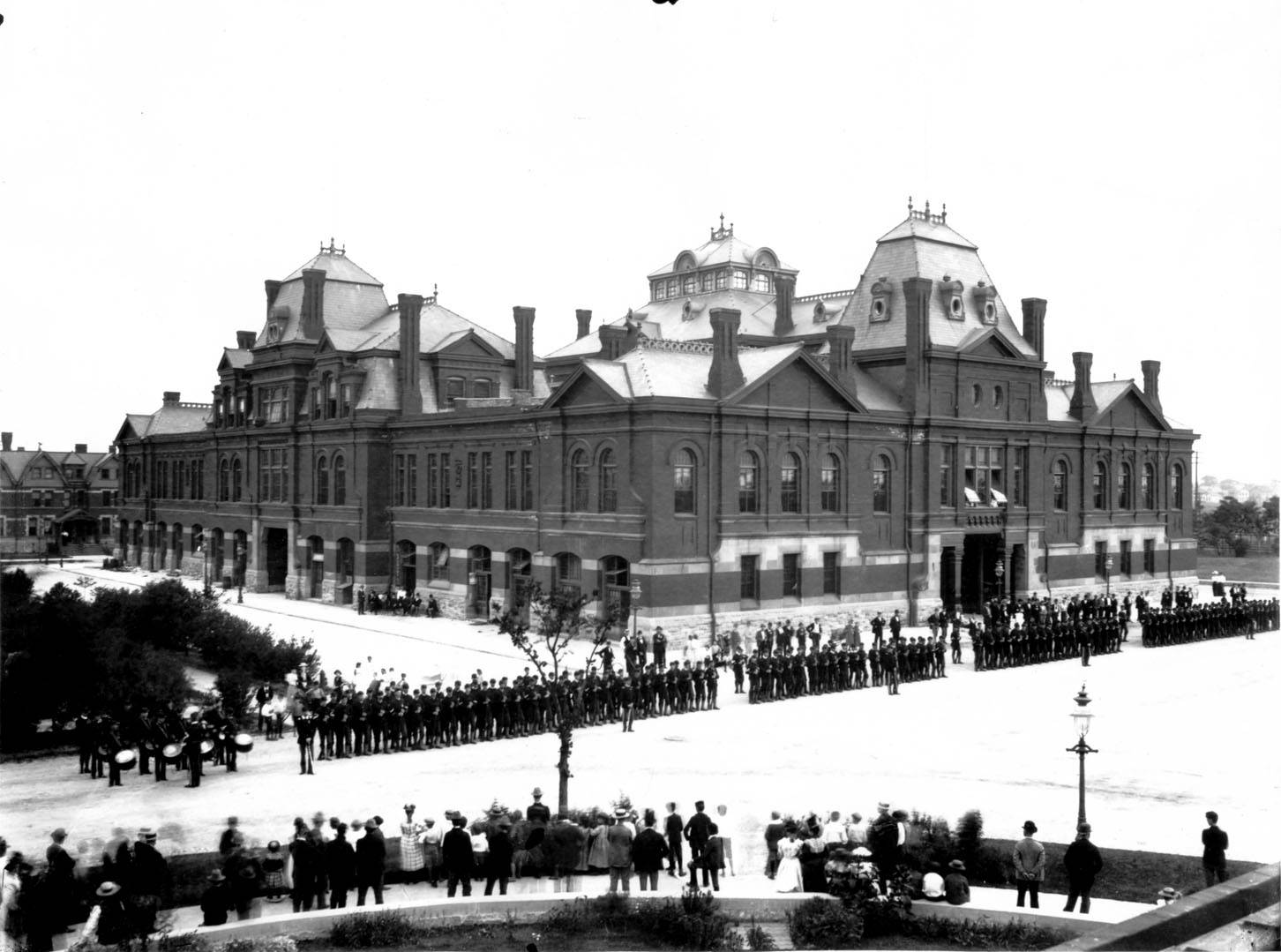
일리노이 주방위군과 대치하고 있는 파업 노동자들.

풀먼사 파업(Pullman Strike)은 1894년 5월 11일에서 7월 20일경까지 전미철도노조(ARU)가 주요 철도사업자인 풀먼팰리스카회사에 대항해 일으킨 전국적 철도파업이다. 이 파업으로 디트로이트 서쪽의 모든 화물 및 여객 철도망이 마비되었다.
풀먼팰리스카의 공장노동자들은 대부분 시카고 남부에 있는 풀먼의 기업도시에 살고 있었다. 불황을 이유로 풀먼사는 노동자들의 임금을 삭감했는데, 그러면서 기업도시의 거주 임대료는 그대로 유지했다. 이에 분노한 노동자들은 살쾡이파업을 벌였는데, 합법파업을 하지 못한 이유는 당시 풀먼사에 노조가 없었기 때문이다. 1893년 유진 데브스가 설립한 ARU는 비숙련 철도노동자의 이익을 대변하였으며, 데브스는 ARU 조직원들을 풀먼사로 보내 불만 노동자들을 노조에 가입시켰다. 풀먼 사측은 ARU의 인정 및 어떠한 종류의 협상도 거부했고, ARU는 공장 파업을 선언했으나 별 효과를 보지 못했다. 그래서 파업 성공을 위해 데브스는 풀먼사에서 제작한 차량이 철도를 달리지 못하도록 보이콧을 지시했다. 이때 파업 참여자들은 공장 생산직 노동자들이었으며, 기관사나 화부 같은 철도 탑승 노동자들은 파업에 참여치 않았다.
데브스와 ARU는 풀먼사 차량을 이용하는 모든 열차에 대한 보이콧을 주문했고, 27개 주의 약 250,000 명의 노동자가 파업에 참여하여 디트로이트 서쪽의 모든 물류가 마비되었다. 열차형제단과 미국노총(AFL)은 보이콧에 반대했으며, 철도총지배인협회 역시 보이콧 반대에 동조했다. 일리노이 주지사 존 올트겔드는 파업 노동자들을 동정하여 민병대 소집을 거부했고, 이에 그로버 클리블랜드 대통령은 7월 4일 병력 2,500명의 연방육군을 파견해 파업 진압을 시작했다. 몇 주간의 폭력사태 끝에 파업은 무너졌고, 7월 20일 연방군은 철수했다. 파업 과정에서 노동자 30명이 사망, 57명이 부상을 입었고 폭동 및 태업으로 인한 피해액은 약 8천만 달러 정도였다. 파업 주동자인 데브스는 법원명령 위반 혐의로 감옥에 갔고, ARU는 해산되었다.